# Gerevich Aladár (1879–1947)
Idősebb Gerevich Aladár (teljes nevén Gerevich Aladár István János) (Máramarossziget, 1879. január 9. – Miskolc, 1947. július 4.) vívómester, vívó, katonatiszt, cikkíró. A Ludovika Akadémia elvégzése, majd 10 évnyi katonai szolgálat (1897–1907) után négy évtizeden keresztül dolgozott vívómesterként Budapesten és számos vidéki városban (pl. Szolnokon, Jászberényben, Sátoraljaújhelyen). 1920-ban Miskolcon telepedett le és haláláig itt oktatta a kard- és tőrvívást. Korának egyik legismertebb vidéki vívómestere volt.
Gerevich Tibor művészettörténész bátyja, Gerevich Aladár hétszeres olimpiai aranyérmes kardvívó apja és első mestere, Gerevich Pál világbajnok kardvívó és Gerevich György vívóedző nagyapja. Középső fia, Emil országosan ismert kard- és tőrvívó volt. Legkisebb fia, Tibor szintén ismert vívó volt, később Magyarországon és Nyugat-Németországban dolgozott vívóedzőként.
Id. Gerevich Aladár egy egész vívódinasztia alapítója volt, melynek ismertebb tagjai 3 fia és 2 unokája.

## Életútja

A Gerevich család az 1890-es évek elején

Szülővárosában édesapja, Gerevich Emil 1877-től a felsőbb leányiskola tanára volt. Édesanyja, Ilniczky Ilona a kárpátaljai Velétén született 1854. február 26-án az iloncai görögkatolikus pap lányaként, megérte fiai – Aladár, Tibor, Zoltán és Géza – karrierjének kiteljesedését, majd két fia – Zoltán (1932), Aladár (1947) – halálát és hosszú életének 95. évében hunyt el Budapesten, 1948. március 27-én. Emil  tanári diplomája segítségével emelkedett ki az Osztrák–Magyar Monarchia perifériájáról, egy szegény, kárpátaljai görögkatolikus papcsaládból. A tanár második fia, Tibor, a későbbi neves művészettörténész, egyetemi tanár szintén Máramarosszigeten született 1882-ben. Gerevich Emilt 1885-ben kinevezték a besztercebányai felsőbb leányiskola igazgatójává, a család átköltözött a felvidéki bányavárosba. Aladár két másik öccse – Zoltán (1886) és Géza (1888) – már itt született. A legidősebb fiú Besztercebányán kezdte el középiskolai tanulmányait a helyi katolikus gimnáziumban. 1891-ben egy újabb kinevezés miatt Kassára költözött a család, mivel Gerevich Emil lett a kassai főreáliskola igazgatója. Aladár a helyi premontrei katolikus főgimnáziumban folytatta tanulmányait.

### Katonai pályafutása

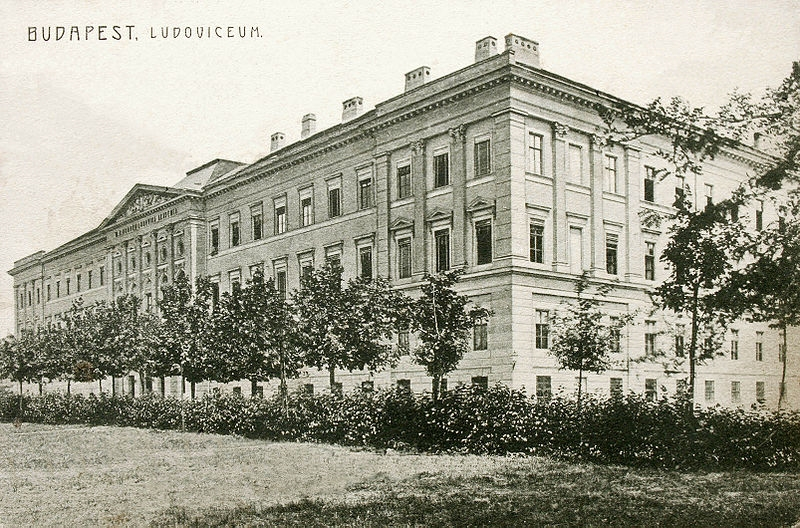
Ludoviceum

1893-ban felvételt nyert a Ludovika Akadémiára. A budapesti katonai tanintézet a véderőről szóló 1868. évi XL. törvénycikk 1882-es módosítása alapján biztosított továbbtanulási lehetőséget olyan 14-17 éves középiskolások részére, akik elvégezték a gimnázium legalább 4 osztályát. A tanulmányaikat kielégítő eredménnyel elvégző kadétok 4 év után a magyar királyi honvédséghez kerültek hadapródként, a kitűnő eredménnyel végzett növendékek pedig hadnagyi rangot kaptak. Gerevich Aladár 1897-ben végzett az Akadémián, megkapta a hadapród-tiszthelyettesi kinevezését és a szegedi 5. honvéd gyalogezredhez vezényelték. Egy évvel később áthelyezték a kassai 9. honvéd gyalogezredhez, 1899-ben előléptették hadnaggyá. A fiatal tisztet kimondottan érdekelte a vívás, 1901 októberében katonai amatőr vívóként részt vett egy olyan kassai vívóakadémián, amely az olasz kardvívást népszerűsítette. A rendezvényen szerepeltek a hazánkban tanító, legismertebb itáliai vívómesterek – Italo Santelli, Angelo Torricelli – és több kiváló magyar vívó (Porteleky László, az előző év magyar kardvívó bajnoka; Mészáros Ervin). Az egyik beszámoló megemlíti a kassai honvédhadnagy tehetségét és szép vívását.
Édesapja 1902-ben elhunyt és pár hónappal később a hadnagy átkerült új állomáshelyére, Munkácsra a 11. honvéd gyalogezredhez. 1905-ben előléptették főhadnaggyá, de már az év végén kérelmezett egy egészségügyi vizsgálatot, ami után egy fél évre megkapta a „jelenleg szolgálatképtelen” minősítést. 1906-ban visszatért a honvédség kötelékébe, aztán egy évvel később a kassai 11. honvéd gyalogezred főhadnagyaként benyújtotta leszerelési kérelmét, 1907. március elsején mondott le tiszti rendfokozatáról. Egy fél évvel később házasságot kötött Herczog Irén Ilonával, valószínűleg részben ezzel is magyarázható a katonai pálya elhagyása, mivel a magas házassági kaució – egy hadnagy számára 60 ezer korona, évi jövedelme harmincszorosa – gyakorlatilag lehetetlenné tette a házasságkötést.

### A fiatal vívásoktató

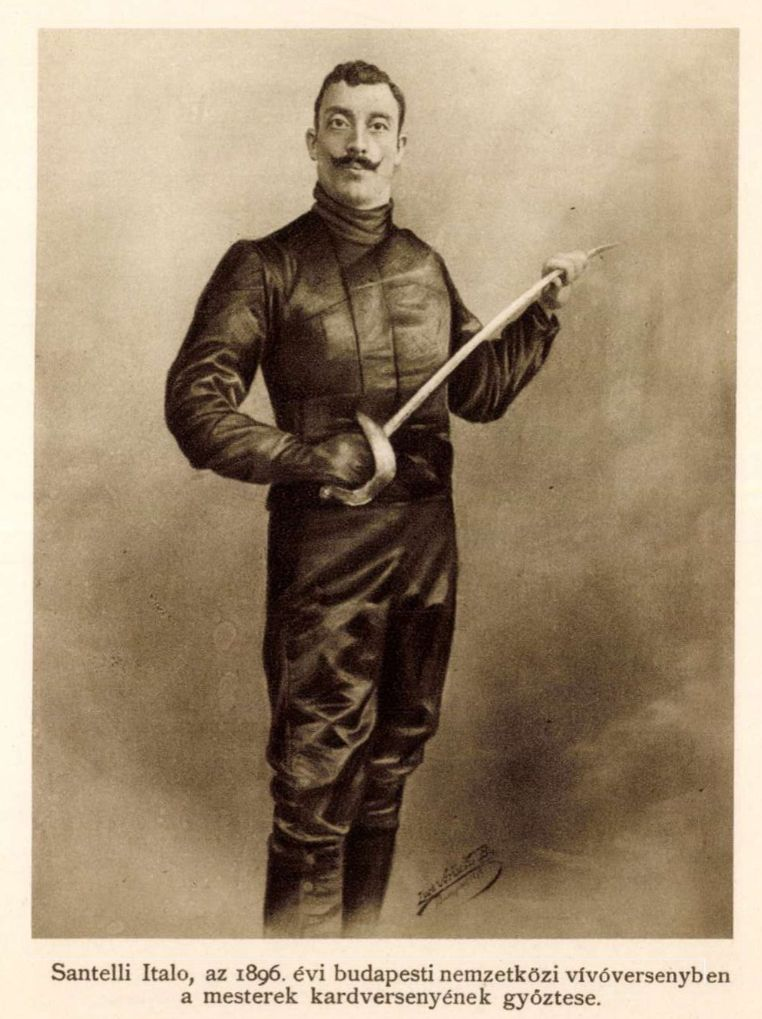
Italo Santelli

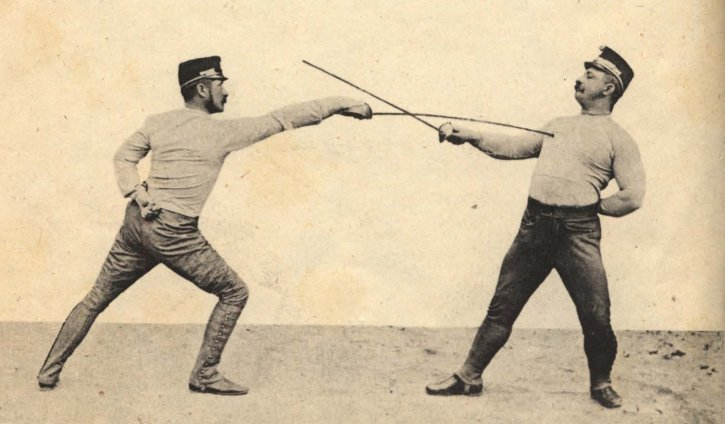
Arlow Gusztáv kitörésben (1894)

Nincs adat arról, hogy Gerevich Aladár kitől tanulta az 1896-os millenniumi vívóverseny után Magyarországon is meghonosodó, Radaelli-féle, modern olasz kardvívást, melynek hazánkban Italo Santelli olasz vívómester volt a legismertebb képviselője. Ludovikás akadémistaként Gerevich még a régi magyar kardvívást tanulta, erről a vívásról írt 1894-ben könyvet lovag Arlow Gusztáv (1861–1926) neves vívómester. Gerevich Aladár leszerelése után vívásoktatással kezdett el foglalkozni. Már 1907 októberétől egy több hónapos, szolnoki vívótanfolyamon Arlow Gusztáv vívómester segítője (segédmestere), ugyanakkor 1908 augusztusában egy vidéki újság cikkében már „jó nevű pesti vívómesterként” van megemlítve.  Két évvel később az 1900-ban alapított Szolnoki Vívó Club mestere, közben Jászberényben is oktatott, ahol 1910. március 16-án megszületett első fia, Aladár. A fiatal vívómester majdnem három évet töltött Szolnokon, majd 1910 szeptemberében a fővárosba költözött és itt vívótermet nyitott az Irányi u. 19. szám alatt. Az ambiciózus oktató szakmai elismertségét jelzi, hogy 1911-ben már résztvevője egy olyan vívómester-versenynek, melyet a Hivatásos Vívók Egyesülete (HVE) szervezett és ezen a versenyen tiszteletdíjat nyert. Idővel Santelli budapesti termében segédkezik, illetve Santelli helyére kerül a Wesselényi Vívóklubban. 1913-ban már a HVE tagja és egy vívómester-vizsgán bizottsági tag. Ebben az évben már egy bécsi versenyen is jól szerepelnek tanítványai.

### Az első világháborúban

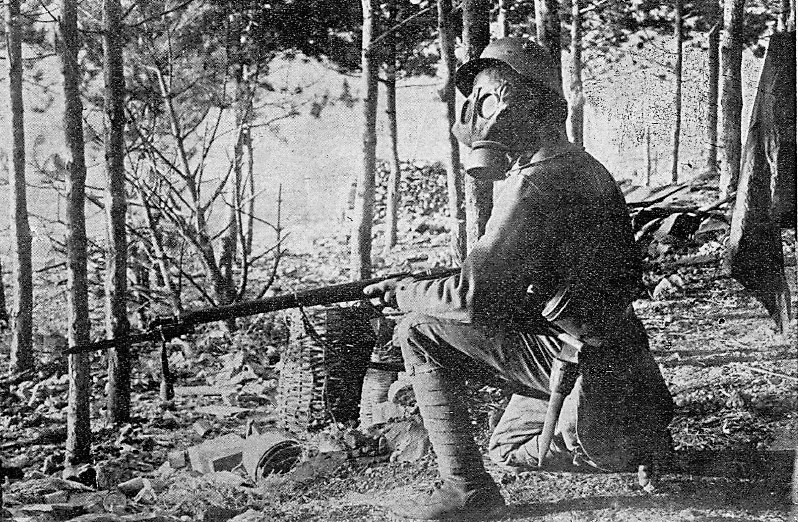
Osztrák–magyar katona gázálarcban az olasz fronton

1914. július 28-án az Osztrák–Magyar Monarchia hadat üzent Szerbiának. Gerevich Aladár 1915. január elsején vonult be mint közember, mivel 1907-ben lemondott tiszti rangjáról. Csakhamar előléptették őrmesterré, majd tiszthelyettes lett, végül 1916 januárjában visszakapta főhadnagyi rangját. Összesen húsz hónapot harcolt az északi és az olasz fronton.
A Kárpátokban folyó harcok után a vívómester 1915 szeptemberében került ki az olasz frontra a budapesti 1. honvéd gyalogezred állományában, a Doberdó-fennsík egyik magaslatára, a San Michele-hegyre. Az ezred a 20. honvéd hadosztály kötelékében harcolt. Gerevich több isonzói csatában – a harmadikban, a negyedikben és az ötödikben – védte a magaslatot az olasz támadásokkal szemben. A márciusban lezajlott V. isonzói csata után egy több hónapos, viszonylag csendes időszak következett be ezen a frontszakaszon, amit az 1916. június 29-én végrehajtott osztrák–magyar gáztámadás szakított meg. A támadás során Gerevich főhadnagy gázmérgezést szenvedett, felépülésé után még további hat hónapot töltött a bukovinai fronton a 306. honvéd gyalogezred állományában.

### Miskolc vívómestere

Gerevich mester és tőrvívói 1939-ben

Gerevich 1937-ben

Gerevich Aladár a Miskolci Vasutas Sportklub (MVSC) meghívására érkezett Borsod vármegye központjába 1920 elején. A fővárosi Wesselényi Vívó Club mestereként, illetve a Santelli-féle vívóterem oktatójaként akkoriban már országosan ismert vívómester volt, aki vívótudását a tényleges sportküzdelmek során is bizonyította. 1922-ben, majd 1923-ban a miskolci Korona szálló kis tánctermében oktatta a vívást. Egy 1924-ben rendezett miskolci vívóverseny helyezettjei névsorában megjelenik a későbbi olimpikon Piller György neve, aki akkoriban Gerevich mester tanítványa volt. 1925-ben még mindig a Széchenyi utcai szállodában folyt az oktatás. 1927-ben a kassai kardcsapat felett aratott fölényes győzelmet a Spiry Endre dr., Feigl Iván, Pillér György, ifj. Gerevich Aladár, Barabás Endre összetételű miskolci kardcsapat. Később, 1934 és 1940 között a Miskolci Katolikus Fiúgimnázium diákjait is oktatta Gerevich Aladár. 1938-ban egészen kiváló évet zárt a gimnázium vívócsapata, hiszen 12 KISOK aranyéremmel lettek gazdagabbak, megnyertek a kerületi és országos KISOK tőrcsapatversenyt. A vidéki nehézségek, a teremhiány ellenére Gerevich mester szép sikereket ért el két és fél évtizedes miskolci ténykedése során, vívóiskolájából indulva váltak országosan ismert kardvívókká, majd olimpiai bajnokká: Piller György, illetve saját fia, ifj. Gerevich Aladár; továbbá számos helyi vívó vált keze alatt országosan jegyzett kardvívóvá. Ezen eredmények miatt nevezte őt „a miskolci vívósport atyamesterének” a Felsőmagyarországi Reggeli Hírlap újságírója 1935-ben.
1947-ben az idős vívómester megbetegedett, komoly problémái voltak a lábával. Időnként még kisétált kutyáival a Népkertbe, de már nem tudott oktatni. Halála előtt két hónappal a Szabad Magyarország c. lap újságírója még készített vele egy nagy interjút. Idősebb Gerevich Aladár 1947. július 4-én hunyt el, unokája által gondozott sírja a Mindszenti katolikus temetőben található (14. parcella, 8. sor, 2. sír).

## Szak- és cikkíró
Gerentsér László budapesti vívómesterhez hasonlóan Gerevich Aladár termékeny szak- és cikkíró volt. Újságcikkei a helyi sajtótermékekben (a Reggeli Hírlapban, a Magyar Jövőben, a Felsőmagyarországi Reggeli Hirlapban) jelentek meg. Az egyik első cikkét 1923-ban írta, abban egy helyi katonai vívóversenyről tudósított.

## Családja

Édesanyja és öccsei

Emil

A család birtokában lévő házassági anyakönyvi kivonat szerint Gerevich Aladár Budapesten 1907. szeptember 17-én kötött házasságot Herczog Irén Ilonával, aki Budapesten született 1888. szeptember 2-án és római-katolikus volt. A feleség szülei: Herczog Sándor (?–1907. szeptember előtt) és Roder Szelina (Szeréna) (Kaposvár, 1866–?) színésznő. A szertartás során Aladár két öccse – Zoltán és Géza – voltak a tanúk. A házasságból három fiú született: Aladár (1910), Emil (1912) és Tibor (1914). Az évek során a pár kapcsolata megromlott és a férj egyedül maradt a három gyerekkel. A legidősebb fiú (Aladár) „anyjának nem tudta soha megbocsátani, hogy otthagyta fiait.” A gyerekek nevelésében jelentős szerepet vállalt id. Gerevich Aladár édesanyja, családi becenevén Nanankó. Fiai a Gerevich vívódinasztia jeles tagjai voltak.

### Ifj. Gerevich Aladár

Bogen Erna és ifj. Gerevich Aladár

Édesapja 14-15 éves korában kezdett el vele foglalkozni, hetente négyszer-ötször voltak 2-3 órás edzései. Gerevich mester legidősebb fia 1927-ben felköltözött Budapestre, ahol Italo Santelli ismert olasz vívómester tanítványa lett és nagybátyjánál, a művészettörténész Gerevich Tibornál lakott.

### Gerevich Emil
Gerevich mester középső fia is vívott, kimondottan sikeres vidéki kard- és tőrvívó volt. A Borsod-Miskolci Hitelbank tisztviselője volt.

### Gerevich Tibor
Tibor sikeres kard- és tőrvívó lett, annak ellenére, hogy gyermekkorában egy vívóbaleset során elveszítette bal szemét. Később vívóedzőként dolgozott, valamikor 1950-ben emigrált, Nürnbergben az ottani egyetemen volt vívómester. Egy rövid időre hazatért, majd az 1956-os forradalom bukását követően családjával együtt végleg távozott az országból és Nyugat-Németországban folytatta a vívómesteri munkáját. Egy évnyi megfeszített oktatás után a vívóteremben halt meg.

## Emlékezete

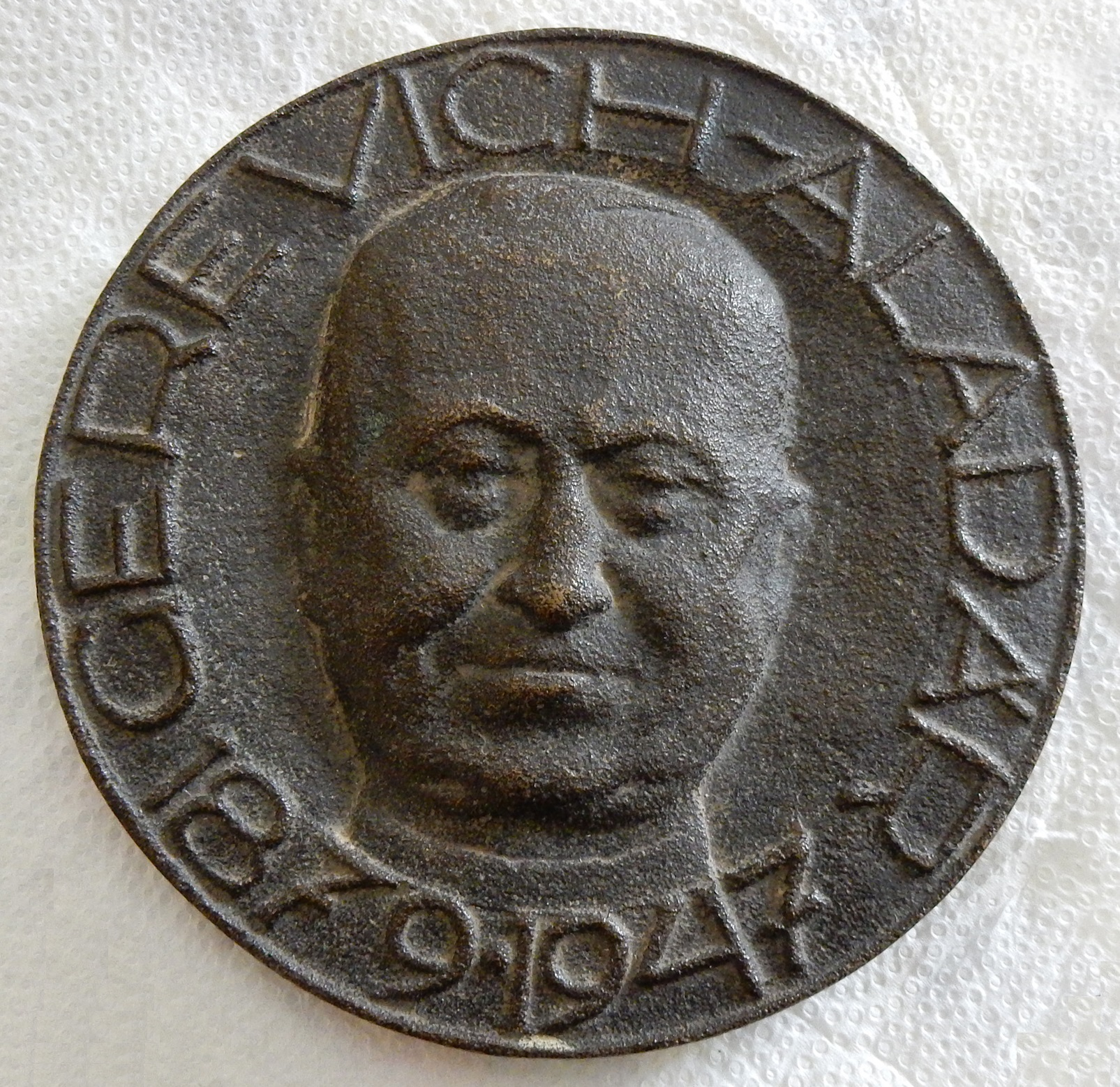
Emlékplakett

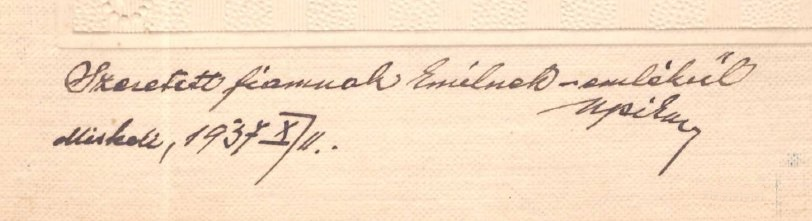
Gerevich Aladár kézírása

Pár hónappal a halála után megrendezték az Id. Gerevich Aladár emlékversenyt, amelyen az olimpiai keret tagjai – Berczelly, ifj. Gerevich Aladár, Maszlay, Papp stb. – is részt vettek. Az országos nyílt kardvívó emlékversenyt a vívómester fia nyerte. Utána szinte évente volt ilyen emlékverseny, az utolsót 1968-ban rendezték. Nemcsak a hazai szakemberek, vagy az emigráns magyar szakírók emlékeztek a miskolci vívómester munkásságára, hanem az egykori tanítványai is: szép példa erre a dr. Tapolcsányi Oszvald által alapított vándordíj, a Gerevich-serleg. Az Egyesült Államokban élő, valamikori Gerevich-tanítvány egy ezüst vándorserleggel díjazta a Clevelandban megrendezett regionális kardversenyek győzteseit, ezzel emléket állítva egykori mesterének. Gerevich Aladár vívómesteri munkásságának lenyomata fokozatosan kikopott az utókor emlékezetéből. Utoljára 1978-ban, majd 1982-ben jelentek meg hosszabb cikkek az amerikai emigráns magyar sajtóban, melyek foglalkoztak a munkásságával.
Gerevich mester a legmagyarabb sportnak, a vívásnak, a kardforgatásnak a mestere, nemcsak vívótudományában, hanem jellemében is példaképe volt mindig tanítványainak. Tanítómester ő a vívással együtt járó jellemnevelésben is. Ezért nem támadott soha hátulról, a névtelenség álarcába burkolózva. Ő az a ritka ember, aki szemtől-szembe mondja meg a rosszat és háta mögött a jót. Tőle úr, mágnás, iparos, munkás, koldus csak jellemet tanulhat. Magyar férfijellemet.
Id. Gerevich Aladár – miskolci mester. [...] Országos viszonylatban olyan, mint a színpadon az epizodista. Hamlet órákat tölt a színpadon, Calibánnak csak percei vannak. Ilyen körülmények között kell megvetni a lábát, kicsiholni a sikert, a megélhetést. Szegények voltak ezek a vidéki mesterek, szürkéknek tűntek, nevüket nem kapta szárnyra a sajtó, nem zengték sikereiket a harsonák. Mindössze az volt a feladatuk, hogy évről évre újabb világbajnok-jelölteket neveljenek. És amikor egy-egy tanítvány már a világsiker előszobájában állott, többnyire azt mondta, hogy Pestre megy, valamelyik klubba „fővárosi” mesterhez; s az eredményt már az új mester „számlájára” írták. Mégsem nevezhetjük e vidékieket epizodistáknak, csak sorsuk, helyzetük folytán rosszabb szerepeket kaptak! És egyszer, a sok adósság között az is elkövetkezik, hogy megírják az egykori magyar mesterek szerény, csendes, szorgalmas életét, s akkor id. Gerevich Aladár is a méltó helyre kerül. A „szakma” jól tudta, ki ő. Elég volt azt mondani Pesten az új mesternek, hogy Miskolcról jött, mindenki tudta, hogy jó alapot kapott. És ez volt a vidéki mester egyetlen nagy elégtétele, dicsérete, életének boldogító holdudvara...
Az apa: Id. Gerevich Aladár, kora kitűnő vívója, — majd évtizedekig Miskolc mestere. Nevéhez fűződik a megcsonkított Felvidék vívóéletének csaknem újraalapozása, fellendítése. — Három fia — szinte a vívóteremben született.
...id. Gerevich Aladárt. Ezt a furcsa, befelé élő, álcinizmus ködébe menekülő, filozófus természetű, professzornak készülő, katonai akadémiát végzett, sokszor és sokak által félreismert, melegen érző, csupa szív, romantikus lelkű vívómestert. [...] id. Gerevich Aladár, ez a kifelé mindig cinikusnak feltűnni akaró, kritikus és örök ellenzékieskedő, de befelé csupa szív, melegen érző, fia európai győzelmétől titkoltan mámoros, romantikus lelkű ember.
Egy kiváló vívó volt, azt tudom, ragyogó technikával.

## Kitüntetései
- Signum Laudis (Katonai Érdemérem) kardokkal[21]
- Magyar Vitézségi Érem háromszor: „nagyezüst”,[47] „kisezüst”, bronz[21]

## Cikkei

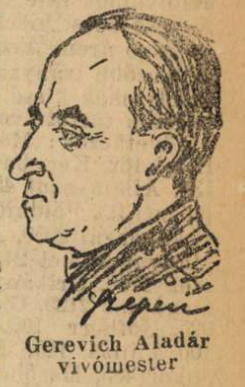
Reggeli Hírlap (1924)

- Katonatisztek vívóversenye. Magyar Jövő, 1923. május 12., 2. o.
- Szemelvények a „Kisok“ vívó versenyéről. Reggeli Hírlap, 1933. április 16., 12. o.
- Megjegyzések a vívó olympikonok kiküldetéséhez. Miskolczi Estilap, 1924. június 15.
- Fehér labda – fehér sportja. Magyar Jövő, 1942. augusztus 2., 11. o.
- Testnevelés-sport-sportprimadonna. Ruszinszkói-Kárpáti Hírlap, 1942. november 2.
- A falu kútja. Magyar Jövő, 1942. november 7., 7. o.
- Fajok a sportban. Magyar Jövő, 1942. november 8., 11. o.
- A sportsajtó. Magyar Jövő, 1942. december 6., 11. o.
- A magyar kard. Magyar Jövő, 1943. január 24., 10. o.
- Táplálkozás és a sport. Magyar Jövő, 1943. február 14., 11. o.
- Kialudt villanykörték. Magyar Jövő, 1943. február 26., 6. o.
- A múlt magyar vívómesterei. Magyar Jövő, 1943. február 28., 11. o.
- Kerékpározás. Magyar Jövő, 1943. március 21., 11. o.
- A toll és az ecset. Magyar Jövő, 1943. április 21., 4. o.
- A leventenap sportja. Magyar Jövő, 1943. június 6.
- A súlylökés és a kalapácsvetés eredményeinek pontosabb méréséről. Magyar Jövő, 1943. augusztus 29., 11. o.

Az ismeretlen Gerevich c. tanulmány mellékletében egy reprezentatív válogatás olvasható Gerevich Aladár 1923 és 1943 között írt cikkeiből.

## Származása
| Gerevich Aladár István János, Máramarossziget, 1879. január 9. – Miskolc, 1947. július 4. vívómester, katonatiszt | Apja: Gerevich Emil (Kovászó, 1854. december 11. – Kassa, 1902. december 24.) tanár, főreáliskolai igazgató, miniszteri biztos | Apai nagyapja: Gerevich János (Makarja, 1818. június 14. – ?) görögkatolikus pap                                                     |  |
| Gerevich Aladár István János, Máramarossziget, 1879. január 9. – Miskolc, 1947. július 4. vívómester, katonatiszt | Apja: Gerevich Emil (Kovászó, 1854. december 11. – Kassa, 1902. december 24.) tanár, főreáliskolai igazgató, miniszteri biztos | Apai nagyapja: Gerevich János (Makarja, 1818. június 14. – ?) görögkatolikus pap                                                     |  |
| Gerevich Aladár István János, Máramarossziget, 1879. január 9. – Miskolc, 1947. július 4. vívómester, katonatiszt | Apja: Gerevich Emil (Kovászó, 1854. december 11. – Kassa, 1902. december 24.) tanár, főreáliskolai igazgató, miniszteri biztos | Apai nagyanyja: Vaszócsik Veronika (Makkosjánosi, 1828. május 21. – ?)                                                               |  |
| Gerevich Aladár István János, Máramarossziget, 1879. január 9. – Miskolc, 1947. július 4. vívómester, katonatiszt | Apja: Gerevich Emil (Kovászó, 1854. december 11. – Kassa, 1902. december 24.) tanár, főreáliskolai igazgató, miniszteri biztos | |  |
| Gerevich Aladár István János, Máramarossziget, 1879. január 9. – Miskolc, 1947. július 4. vívómester, katonatiszt | Anyja: Ilniczky Ilona (Veléte, 1854. február 26. – Budapest, 1948. március 27.)                                                | Anyai nagyapja: Ilniczky István (Beregkisalmás, 1809. január 14. – Ilonca, 1896. november 9.) görögkatolikus pap, aranymisés áldozár |  |
| Gerevich Aladár István János, Máramarossziget, 1879. január 9. – Miskolc, 1947. július 4. vívómester, katonatiszt | Anyja: Ilniczky Ilona (Veléte, 1854. február 26. – Budapest, 1948. március 27.)                                                | Anyai nagyapja: Ilniczky István (Beregkisalmás, 1809. január 14. – Ilonca, 1896. november 9.) görögkatolikus pap, aranymisés áldozár |  |
| Gerevich Aladár István János, Máramarossziget, 1879. január 9. – Miskolc, 1947. július 4. vívómester, katonatiszt | Anyja: Ilniczky Ilona (Veléte, 1854. február 26. – Budapest, 1948. március 27.)                                                | Anyai nagyanyja: bedői Markos Júlia (Bedőháza, 1820 – Ilonca, 1891. március 12.)                                                     |  |
| Gerevich Aladár István János, Máramarossziget, 1879. január 9. – Miskolc, 1947. július 4. vívómester, katonatiszt | Anyja: Ilniczky Ilona (Veléte, 1854. február 26. – Budapest, 1948. március 27.)                                                | |  |